# Mathurin Monier
Mathurin Eugène Monier, né à Yvignac-la-Tour le 1er février 1901 et mort à Dinan le 21 septembre 1974, est un historien du pays de Dinan.

## Biographie
Mathurin Monier est né au village de La Faverie à Yvignac-la-Tour le 1er février 1901, le fils de Jean-Baptiste Monier et Anne-Marie Plessix. Son père, Jean-Baptiste, d’ascendance normande, exerce la profession de menuisier ; sa mère, Anne-Marie Plessix, est issue d’une très ancienne famille locale. Il est scolarisé à Yvignac-la-Tour.[réf. nécessaire]

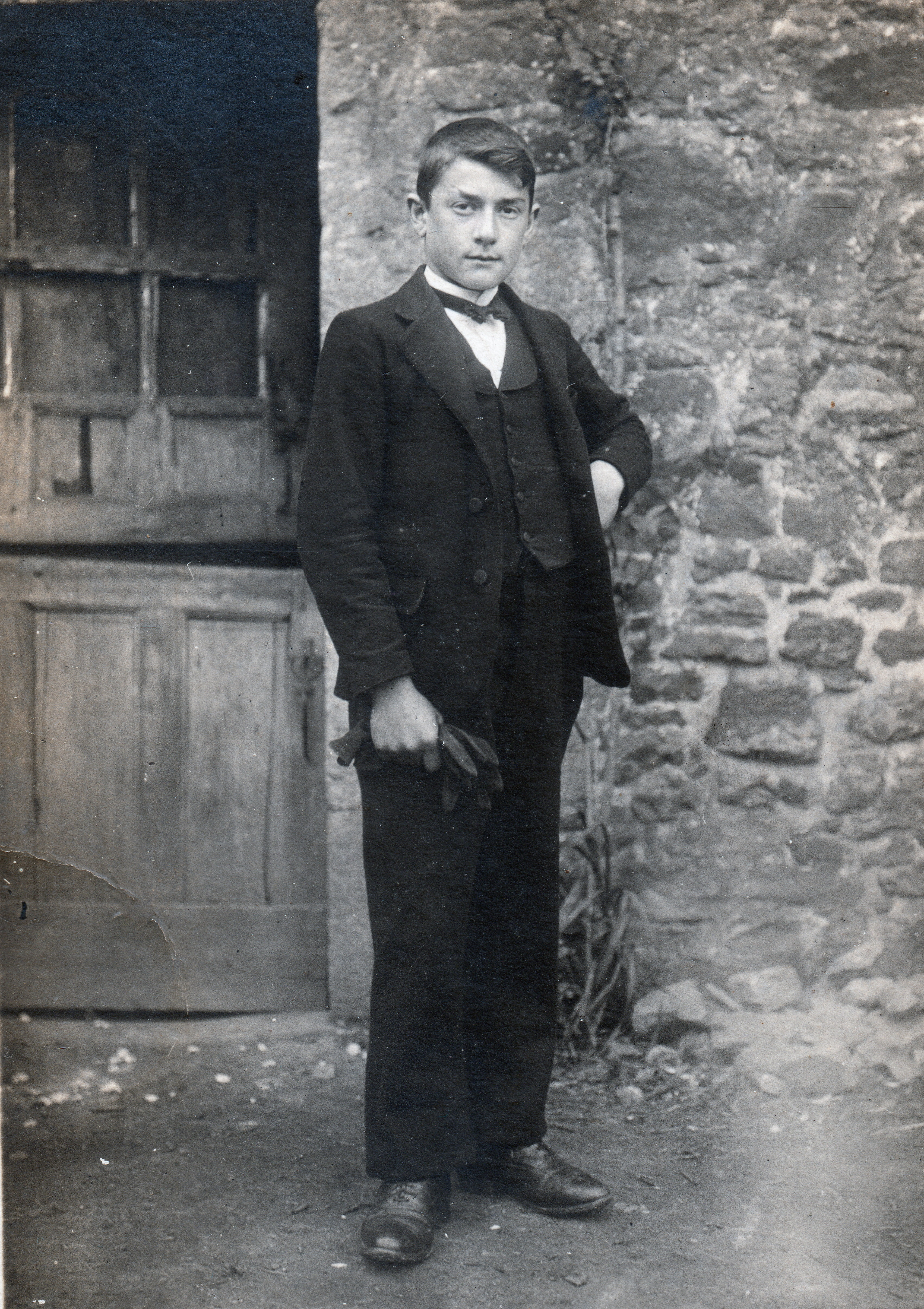
Mathurin Monier à La Faverie en 1915

En 1921 il est appelé au service militaire, et il participe à la campagne de Syrie contre les Druzes, comme beaucoup de jeunes hommes de son âge. A son retour en France il entre dans l’administration du gaz de la Ville de Paris. Il fréquente des cours de l’École du Louvre, où il obtient un diplôme d’histoire générale de l’art.
C'est à Paris qu'il rencontre une jeune institutrice enseignant l'anglais, Laure Antoinette Philibert, fille de Régis Philibert, Inspecteur de l’Enseignement primaire de la Seine, chevalier de la Légion d’honneur, et d’une enseignante de sciences, Emilie Roux-Fouillet. Ils se marient à Paris le 19 avril 1927 et s’installent dans un petit appartement dans l’impasse Franchemont. Leur fille unique Jeanne Marie  naît en 1930.
C’est à Paris que sa carrière d’écrivain éclot. En 1937, un auteur utilisant le pseudonyme Un Parisien de Dinan fait publier dans L’Union libérale,  journal dinannais, une série de neuf articles sur l'Exposition universelle de 1937.
Pendant l’occupation allemande, Mathurin Monier se trouve à Paris où il est sérieusement atteint par la tuberculose ; il doit solliciter une retraite anticipée pour se rétablir. C’est à ce moment, en 1946, qu’il revient en Bretagne et s’établit à Dinan, où se trouve la maison familiale dans l’ancienne rue Flaud, aujourd'hui rue des 24e et 19e Dragons.
À partir de 1953, il publie huit livres sur l'histoire de Dinan et de son pays,.
Sa santé fragile l’oblige néanmoins à s’installer dans une maison plus modeste dans la rue Chateaubriand, qu’il ne quittera plus jusqu’à son décès brutal en 1974.

## Ouvrages
- Dinan raconté dans ses rues, Ed. Peigné, Dinan, 1953.
- Les sièges de Dinan, Imprimerie commerciale, Dinan, 1955.
- Quinze promenades autour de Dinan, préface de Roger Vercel, illustrations de Paul Martin, Imprimerie bretonne, Rennes, 1956.
- Dinan Ville d'art, illustrations de Louis Lemarchand[8], Imprimerie bretonne, Rennes, 1958.
- Sanctuaires, croix et fontaines, préface de Daniel-Rops, illustrations de Louis Lemarchand[8], Imprimerie bretonne, Rennes, 1962, réédition 1994.
- Dinan et ses environs, Imprimerie Simon, Rennes, 1964.
- Contes de mon village, couverture illustrée par Yves Floc'h, Imprimerie de l'horloge, Dinan, 1965.
- Dinan, Mille ans d'histoire, préface de René Pleven, illustrations : Abbé Delalande, Yves Floc'h, Yvonne Jean-Haffen, Louis Lemarchand[8], Paul Martin, Jean de Saint-Gilles, Pierre Rochereau[9], Imprimerie Peigné, Dinan, 1969, rééditions 1977, 1993.
- Châteaux, manoirs et paysages: Quinze promenades autour de Dinan, préface de Maurice Druon, Imprimerie Floc'h, Mayenne, 1975, rééditions 1977, 1993.
- Contes de mon village, édition augmentée, préface de Diane Monier-Moore, illustrations d'André Mack, Les Tourelles, Dinan, 1985.
- Journal d'une vie, édité et annoté par Diane Monier-Moore, Editions Plessix, Jersey, 2014[10].

## Distinction
En 1970, Mathurin Monier reçoit le Prix René Petiet de l'Académie Française.